# Epiplema birostrata
Epiplema birostrata är en fjärilsart som beskrevs av Achille Guenée 1852. Epiplema birostrata ingår i släktet Epiplema och familjen Uraniidae. Inga underarter finns listade i Catalogue of Life.